# Mattias Viklund
Mattias Viklund, född 1972, är en svensk ekonom och sedan 2019 generaldirektör för myndigheten Trafikanalys.
Viklund disputerade 2002 inom företagsekonomi vid Handelshögskolan i Stockholm med en avhandling om riskhantering och hur detta samverkar med tillit, attityder och riskperception. Han har därefter varit verksam vid forskningsavdelningen Samhälle, miljö och transporter vid VTI - Statens väg- och transportforskningsinstitut där han även varit avdelningschef och ställföreträdande generaldirektör.
Han tillträdde den 1 oktober 2019 som generaldirektör för myndigheten Trafikanalys.